# Eliminatórias da Copa do Mundo FIFA de 2018 - América do Norte, Central e Caribe (terceira fase)
Esta página apresenta os resultados das partidas da terceira fase das eliminatórias norte, centro-americana e caribenha para a Copa do Mundo FIFA de 2018.

## Formato
Um total de 12 equipes disputaram a vaga na próxima fase em partidas de ida e volta. Os seis vencedores avançaram a quarta fase.

## Sorteio
O sorteio para esta fase ocorreu em 25 de julho de 2015 em São Petesburgo na Rússia.
A divisão dos potes foi baseada no Ranking da FIFA de agosto de 2014 (mostrado entre parênteses). As 12 equipes foram divididas em dois potes:
- O pote 3 contém equipes ranqueadas entre 1–6
- O pote 4 contém equipes ranqueadas entre 7–12

Cada disputa contém uma equipe do pote 1 e outra do pote 2, com a ordem das partidas determinadas por sorteio.
| Pote 3                                                                                                | Pote 4 |
| --- | --- |
| 1. Jamaica (85) 2. Haiti (117) 3. Canadá (122) 4. Aruba (124) 5. El Salvador (127) 6. Guatemala (134) | 1. São Vicente e Granadinas (134) 2. Granada (142) 3. Antígua e Barbuda (149) 4. Belize (162) 5. Nicarágua (175) 6. Curaçau (182) |

## Partidas
| Equipe 1                 | Total | Equipe 2    | 1.º jogo | 2.º jogo |
| ------------------------ | ----- | ----------- | -------- | -------- |
| Curaçau                  | 0–2   | El Salvador | 0–1      | 0–1      |
| Canadá                   | 4–1   | Belize      | 3–0      | 1–1      |
| Granada                  | 1–6   | Haiti       | 1–3      | 0–3      |
| Jamaica                  | 4–3   | Nicarágua   | 2–3      | 2–0      |
| São Vicente e Granadinas | 3–2   | Aruba       | 2–0      | 1–2      |
| Antígua e Barbuda        | 1–2   | Guatemala   | 1–0      | 0–2      |

| 4 de setembro de 2015 | Curaçau | 0 – 1     | El Salvador | Estádio Ergilio Hato, Willemstad            |
| 19:05 (UTC−4)         |         | Relatório | Larín 12'   | Público: 6 000 Árbitro: JAM Valdin Legister |

| 8 de setembro de 2015 | El Salvador | 1 – 0     | Curaçau | Estádio Cuscatlán, San Salvador              |
| 19:35 (UTC−6)         | Barrios 8'  | Relatório |         | Público: 27 884 Árbitro: CRC Ricardo Montero |

El Salvador venceu por 2–0 no placar agregado e avançou a quarta fase.
| 4 de setembro de 2015 | Canadá                               | 3 – 0     | Belize | BMO Field, Toronto                      |
| 19:37 (UTC−4)         | Ricketts 25', 65' · Hutchinson 90+1' | Relatório |        | Público: 10 400 Árbitro: PAN John Pitti |

| 8 de setembro de 2015 | Belize       | 1 – 1     | Canadá      | Estádio FFB, Belmopan                     |
| 19:00 (UTC−6)         | McCaulay 26' | Relatório | Johnson 45' | Público: 2 500 Árbitro: PUR Javier Santos |

Canadá venceu por 4–1 no placar agregado e avançou a quarta fase.
| 4 de setembro de 2015 | Granada           | 1 – 3     | Haiti                                | Estádio Nacional, Saint George's             |
| 16:21 (UTC−4)         | Straker 33' (pen) | Relatório | Maurice 27' · Jérôme 39' · Nazon 55' | Público: 5 100 Árbitro: HON Héctor Rodríguez |

| 8 de setembro de 2015 | Haiti                                  | 3 – 0     | Granada | Stade Sylvio Cator, Porto Príncipe        |
| 19:00 (UTC−4)         | Guerrier 26' · Nazon 37' · Belfort 49' | Relatório |         | Público: 13 764 Árbitro: CAN David Gantar |

Haiti venceu por 6–1 no placar agregado e avançou a quarta fase.
| 4 de setembro de 2015 | Jamaica                     | 2 – 3     | Nicarágua                                   | Independence Park, Kingston               |
| 20:00 (UTC−5)         | Mattocks 69' · Mariappa 78' | Relatório | Rosas 4' (pen) · Chavarría 7' · Galeano 47' | Público: 18 300 Árbitro: SLV Marlon Mejía |

| 8 de setembro de 2015 | Nicarágua | 0 – 2     | Jamaica                    | Estádio Nacional Dennis Martínez, Manágua |
| 19:30 (UTC−6)         |           | Relatório | Mattocks 12' · Dawkins 88' | Público: 18 000 Árbitro: GUA Óscar Reyna  |

Jamaica venceu por 4–3 no placar agregado e avançou a quarta fase.
| 4 de setembro de 2015 | São Vicente e Granadinas        | 2 – 0     | Aruba | Estádio Arnos Vale, Kingstown              |
| 15:30 (UTC−4)         | Slater 50' · Anderson 89' (pen) | Relatório |       | Público: 4 100 Árbitro: TRI Rodphin Harris |

| 8 de setembro de 2015 | Aruba         | 2 – 1     | São Vicente e Granadinas | Estádio Trinidad, Oranjestad            |
| 20:00 (UTC−4)         | Danso 4', 50' | Relatório | Slater 84'               | Público: 950 Árbitro: MEX José Peñaloza |

São Vicente e Granadinas venceu por 3–2 no placar agregado e avançou a quarta fase.
| 4 de setembro de 2015 | Antígua e Barbuda | 1 – 0     | Guatemala | Estádio Sir Vivian Richards, North Sound       |
| 20:05 (UTC−4)         | Weston 74' (pen)  | Relatório |           | Público: 7 005 Árbitro: USA Armando Villarreal |

| 8 de setembro de 2015 | Guatemala            | 2 – 0     | Antígua e Barbuda | Estádio Mateo Flores, Cidade da Guatemala  |
| 20:06 (UTC−6)         | Ruiz 63' · López 75' | Relatório |                   | Público: 5 206 Árbitro: MEX Roberto García |

Guatemala venceu por 2–1 no placar agregado e avançou a quarta fase.